# Nadszaniec

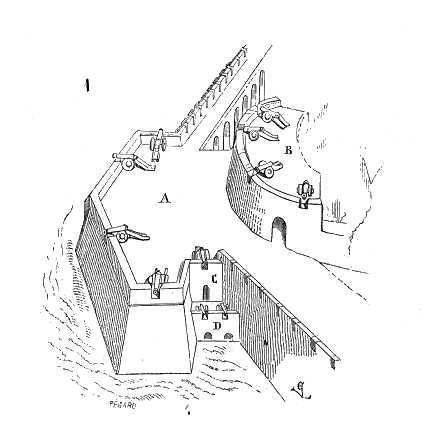
Bastion (A) i nadszaniec po prawej (B)

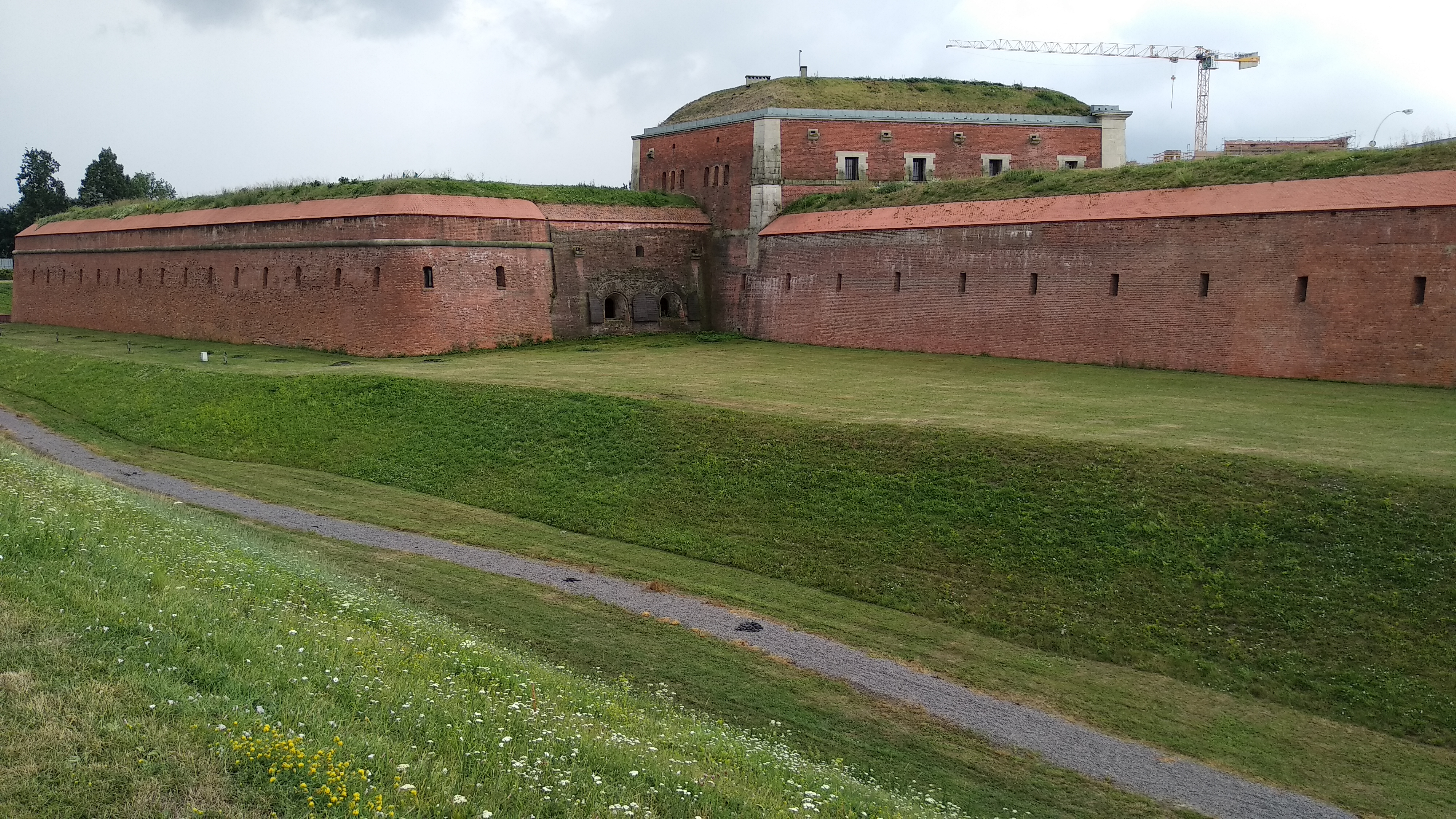
Bastion VII (po lewej) i nadszaniec (w środku) zamojskiej twierdzy (widok od północy)

Nadszaniec (kawalier) – w fortyfikacji nowożytnej wewnętrzny nasyp w narożniku umocnień ziemnych (wewnątrz dzieła fortyfikacyjnego) od strony przeciwnika, górujący nad wałem zewnętrznym. Budowany jako bateria (do ustawienia dział) najczęściej na środku bastionu, w szyi bastionu w środku kurtyny lub na dziełach fortyfikacji zewnętrznych, będący dodatkowym stanowiskiem ogniowym. Stanowił osłonę dla dział, kanonierów i strzelców.
Przykładem są dwa nadszańce zachowane w Zamościu, w formie potężnych gmachów ceglano-kamiennych, służących za działobitnie. Zostały wzniesione przy bastionach w latach 1825-1830 według projektu gen. J. Malletskiego w stylu surowej, klasycyzującej architektury francuskiej.